# Çullar, Acıgöl
Çullar là một xã thuộc huyện Acıgöl, tỉnh Nevşehir, Thổ Nhĩ Kỳ. Dân số thời điểm năm 2011 là 230 người.